# Sele (flod)
Sele (latin Silarus) är den italienska regionen Kampaniens näst största flod. Den rinner genom provinserna Avellino och Salerno. Den rinner sedan ut i Tyrrenska havet nära ruinstaden Paestum.